# ジェイムズ・ティル
ジェイムズ・エドガー・ティル（James Edgar Till、1931年8月25日 - 2025年5月18日）はカナダの生物物理学者。アーネスト・マコラックと共に幹細胞の存在を実証したことで知られる。
彼はカナダのサスカチュワン州にて生まれ、アルバータ州にて育った。サスカチュワン大学にて科学を学び、1952年に学士号を取得、1954年に修士号を取得した。この時期の研究には、コバルト60による放射線療法の先駆者であるハロルド・ジョーンズと共に行ったものもある。イェール大学にて生物物理学の研究により、Ph.D.を取得した。

## 幹細胞
イェール大学での仕事が終わるとすぐに、ハロルド・ジョーンズは彼をマーガレット王女病院のオンタリオ癌研究所へと誘った。彼はアーネスト・マコラックとの仕事を割り当てられた。これは年上の内科医の見識と若い物理学者の綿密で徹底的な性質とを一体化させる事を意図して行われた。
1960年代始めに、彼らは放射線照射を行ったハツカネズミに骨髄細胞を注射する事を含んだ研究を始めた。そのハツカネズミの脾臓に、注入した骨髄細胞の量に比例して結節が確認できるようになった。彼らはこの結節を脾臓コロニーと呼び、一つの結節が一つの骨髄細胞、おそらく幹細胞からできていると予想した。
後に、大学院生アンディー・ベッカーを加え、各結節が細胞一つからできていることを証明した。彼らは1963年にこの結果をネイチャーにて発表した。同じ年、カナダの先駆的な分子生物学者Lou Siminovitchと共同で、これらの細胞が自己再生能を持つ事の証拠を得た。自己再生能は、幹細胞の機能の定義の重要な部分である。
1969年、彼はカナダ王立協会の会員となった。

## 後の経歴
1980年代、彼の研究の焦点は、癌療法の評価、QOLの問題、一般人の考えやhealth care deliveryについてのインターネットの効果についてへと徐々に変化してきた。
1994年、The Order Of Canadaのofficerに就任。2000年にはロンドンの王立協会の会員となった。2004年には、カナダの医学の栄誉の殿堂入りをした。トロント大学において、名誉教授に就任している。
近年、彼は科学的な出版物の開けたアクセスを提案した。
2025年5月18日、トロント市内の病院で死去。94歳没。

## 主な受賞歴
- ガードナー国際賞（1969年）
- アルバート・ラスカー基礎医学研究賞（2005年）
- トムソン・ロイター引用栄誉賞（2010年）
- 江戸川・ニッシュ賞（2018年）